# Churchill (North Devon)
Churchill – przysiółek w Anglii, w hrabstwie Devon, w dystrykcie North Devon.